# Foreign Affairs
Foreign Affairs is een invloedrijk Amerikaans tijdschrift over internationale betrekkingen dat zes keer per jaar uitgegeven wordt door de zogenaamde Council on Foreign Relations (Raad voor buitenlandse betrekkingen). Dit is een private instelling, gesticht in New York in 1921, die ernaar streeft begrip voor het buitenlands beleid en de rol van de VS in de wereld te stimuleren.

## Geschiedenis

### Voor de Tweede Wereldoorlog
In de eerste editie, die verscheen in 1922, stond onder meer een artikel van Elihu Root, de voormalige minister van Buitenlandse Zaken en winnaar van de Nobelprijs voor de Vrede. In dat artikel stelde Root dat de Verenigde Staten nu een wereldmacht geworden waren en dat het daarom van belang was dat de Amerikaanse bevolking beter geïnformeerd zou worden over internationale zaken. Ook John Foster Dulles die later minister van Buitenlandse Zaken zou worden onder president Eisenhower schreef een artikel voor de eerste uitgave over de moeilijkheden rond de Duitse herstelbetalingen na de Eerste Wereldoorlog.
In 1925 publiceerde Foreign Affairs een reeks artikelen van W.E.B. Du Bois, een vooraanstaande Afro-Amerikaanse intellectueel en vriend van redacteur Hamilton Fish Armstrong. Dubois schreef met name over imperialisme en de problemen rond rassendiscriminatie.

### De periode van de Koude Oorlog
Het tijdschrift won na de Tweede Wereldoorlog snel aan bekendheid, doordat het buitenlands beleid een steeds centralere rol ging spelen in de Amerikaanse politiek en doordat de Verenigde Staten een hoofdrol speelden op het wereldtoneel. In de loop der tijd verschenen een aantal zeer invloedrijke artikelen in Foreign Affairs. Zo werd in 1947 het bekende 'X artikel' gepubliceerd, waarin George F. Kennan voor het eerst de basis van de containment-politiek beschreef, die de basis zou gaan vormen voor het Amerikaanse buitenlands beleid in de Koude Oorlog.

### De periode na de Koude Oorlog
Het aantal lezers van het tijdschrift is na de Koude Oorlog, en met name na de terroristische aanslagen op 11 september 2001 sterk toegenomen. Het tijdschrift kent nu een oplage van circa 200.000 exemplaren. Het was ook in Foreign Affairs dat Samuel Huntington zijn invloedrijke artikel Clash of civilizations? publiceerde, waarin hij voor het eerst zijn theorie over 'botsende beschavingen' formuleerde.

## Boekrecensies
Foreign Affairs kent al vanaf de beginjaren een vrij uitgebreide sectie met boekrecensies. Archibald Cary Coolidge, professor aan de universiteit Harvard en de eerste redacteur van het tijdschrift, vroeg zijn collega William Langer om het onderdeel te leiden. Langer was als historicus aan Harvard (in Boston) verbonden, en had aanvankelijk volledige zeggenschap over de recensies. Hij schreef de boekbesprekingen grotendeels zelf, en naar het schijnt in een hoog tempo. Ongeveer een maand voor de streefdatum stuurde het kantoor van Foreign Affairs in New York hem een honderdtal boeken. Gewoonlijk stuurde Langer dan zo'n twee weken later de recensies.